# 庫拉霍韋
庫拉霍韋（羅馬化：Kurakhove；發音：[kʊˈrɑxowe] ⓘ），又按俄语名译为庫拉霍沃（羅馬化：Kurakhovo；發音：[kʊˈraxəvə]），法理上是乌克兰顿涅茨克州波克羅夫斯克區库拉霍韦市镇内的城市及该市镇的行政中心，事实上是俄罗斯顿涅茨克人民共和国库拉霍沃区行政中心。該市距離法理上的州府頓涅茨克41公里，始建於1936年，面積24平方公里，海拔高度122米，2024年人口数量为3,000人。庫拉霍韋熱電站位于该市附近。2023年至2024年间大部分居民和企业被疏散，城市基本被战火催毁，并最终在2024年底为俄罗斯占领。

## 地理
库拉霍沃是顿巴斯的一个镇，位于波克罗夫斯克（2020年前归属马林卡区）。它距离顿涅茨克46公里，距离马林卡18公里，距离波克罗夫斯克约20公里。自2020年起，作为乌克兰地方政府改革的一部分，以库拉霍沃市为中心形成了一个由28个居民点组成的市镇，其中包括2个市、3个市级镇、21个村和2个乡村居民点。
库拉霍沃位于顿巴斯西部，地处第聂伯河流域萨马拉河支流伏尔加河上的库拉霍沃水库左岸。它通过高速公路和铁路桥与右岸相连。市内有多条河流。城市面积为4320公顷。它由六个小区（中心区、罗亚区、奥斯特罗夫斯基区、斯捷潘尼夫卡区、沃斯托奇尼区/东区和尤日内区/南区）组成，主要工业企业位于城市西部的工业区。
乌克兰国家高速公路 N15（顿涅茨克 - 扎波罗热）从市内穿过。库拉霍沃市内有一个罗亚火车站（2014年7月停止客运，此后只用作货运站）。当地公路与乌格莱达尔和谢利多沃相连。

### 城市市徽
该市的市徽于2004年获得批准。市徽是一个盾牌，盾牌上有一顶银冠，银冠被波浪形的白色连线斜分。左上方为绿色，有一颗燃烧的心（库拉霍沃热电厂的象征）。右侧蓝色部分是一个狼头（象征伏尔加河），狼嘴里衔着一根苹果树枝，树枝上有三个金色的果实。徽章的边框是盛开的苹果树枝，树枝上缠绕着写有城市名称的蓝色丝带。

### 人口
根据2001年的最近一次人口普查，库拉霍沃的人口为21479人，其中69.74%讲俄语，29.84%讲乌克兰语。民族构成以乌克兰人（71.33%）和俄罗斯人（23.97%）为主，还有希腊人（2.64%）。截至2022年1月，该市共有18220人。

### 城市经济
库拉霍沃热电厂是该市和该区的城市主要企业，提供了20%以上的工作岗位。库拉霍沃煤矿（位于戈尔尼亚克镇）和矿物加工厂（位于库拉霍夫卡居民区）都是 “塞利多武戈尔（Селидовуголь,乌克兰国有煤矿公司） ”东南公司的重要组成部分。2022 年的煤炭产量为2.19万吨，2023年约为1.26万吨。
其他企业包括Elektrostal工厂（轧制金属产品、铁合金）、NPO Syntop（石化合成产品）、Svyato-Ilyinsky机械制造厂（Metinvest公司的一部分）和几家公用事业公司。在城市社区内有35家农业企业，包括5个生产谷物和工业作物的农场，2023年还有三家食品厂和一家饲料生产企业在运营。
水库是当地居民喜爱的休闲场所，有一家疗养预防所和大约40个休闲中心（位于右岸），以及一个室外游泳池（作为奥利匹亚体育中心的一部分）。市内有一所学院、一所中学、第聂伯罗国立能源和信息技术技术学校分校、图书馆和文化宫、市立医院等。

## 历史
这座城市始建于1936年，是在库拉霍沃水库上建设国家地区发电厂期间库拉霍夫格列斯特罗伊公司的一个工作居住区，并以附近的库拉霍夫卡（Kurakhovka）村命名。到1939年，约有35000人居住在这里。在1941年10月至1943年9月的卫国战争期间被德军占领，自1943年起被称为库拉霍夫格列斯。1956年，库拉霍夫格雷斯获得了城市地位，并改为现在的名称。到1989年，该市共有22155人。
1991年苏联解体后，它进入了一个长期的社会经济危机时期，伴随而来的是人口减少和生产设施关闭，很大一部分人口转到顿涅茨克、马林卡和马里乌波尔工作。该市仍保持着其作为工业中心的重要性。俄罗斯入侵乌克兰期间，俄军经过两个半月的戰鬥，于2024年12月底占领了库拉霍韦。

## 图集

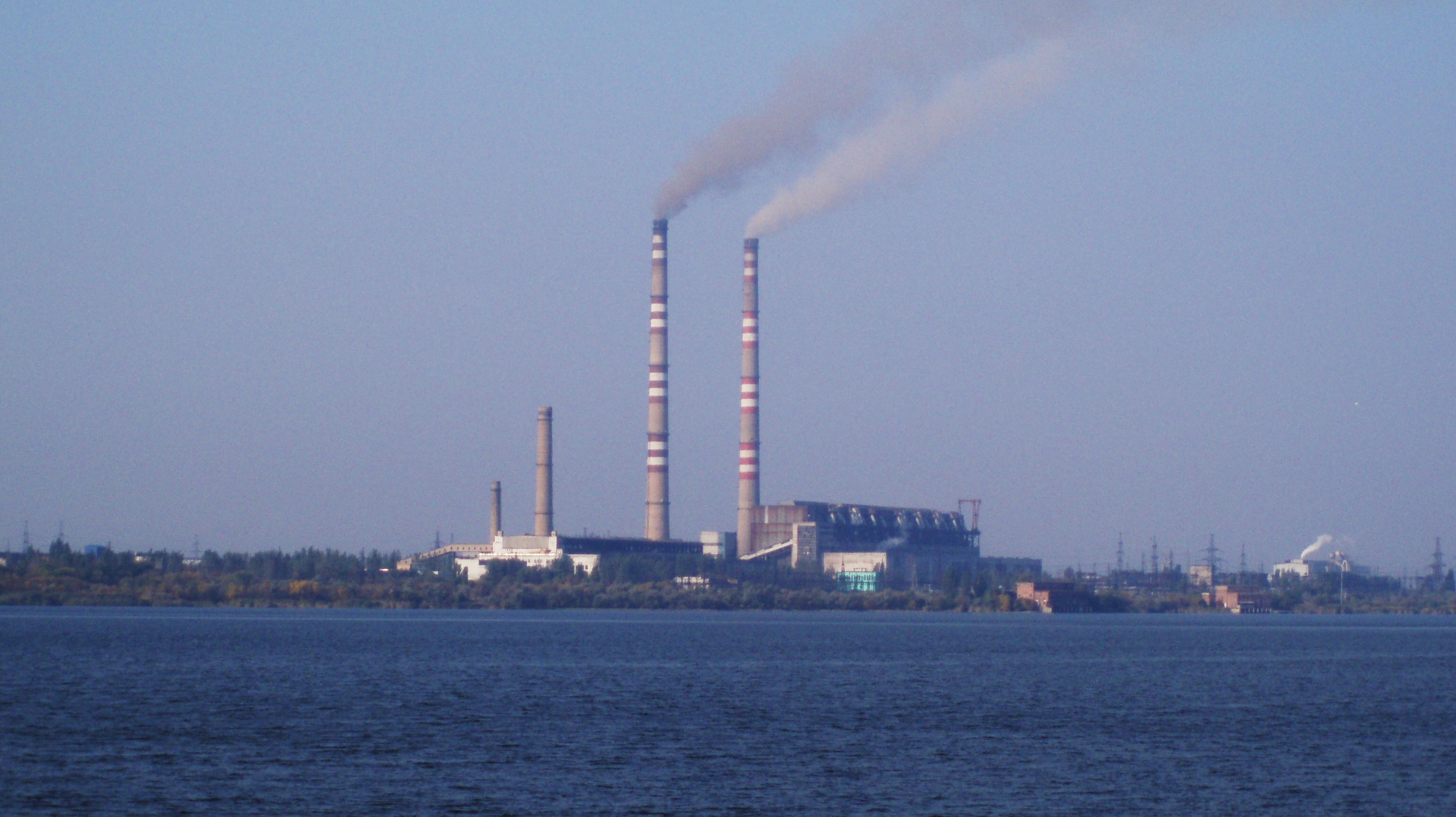
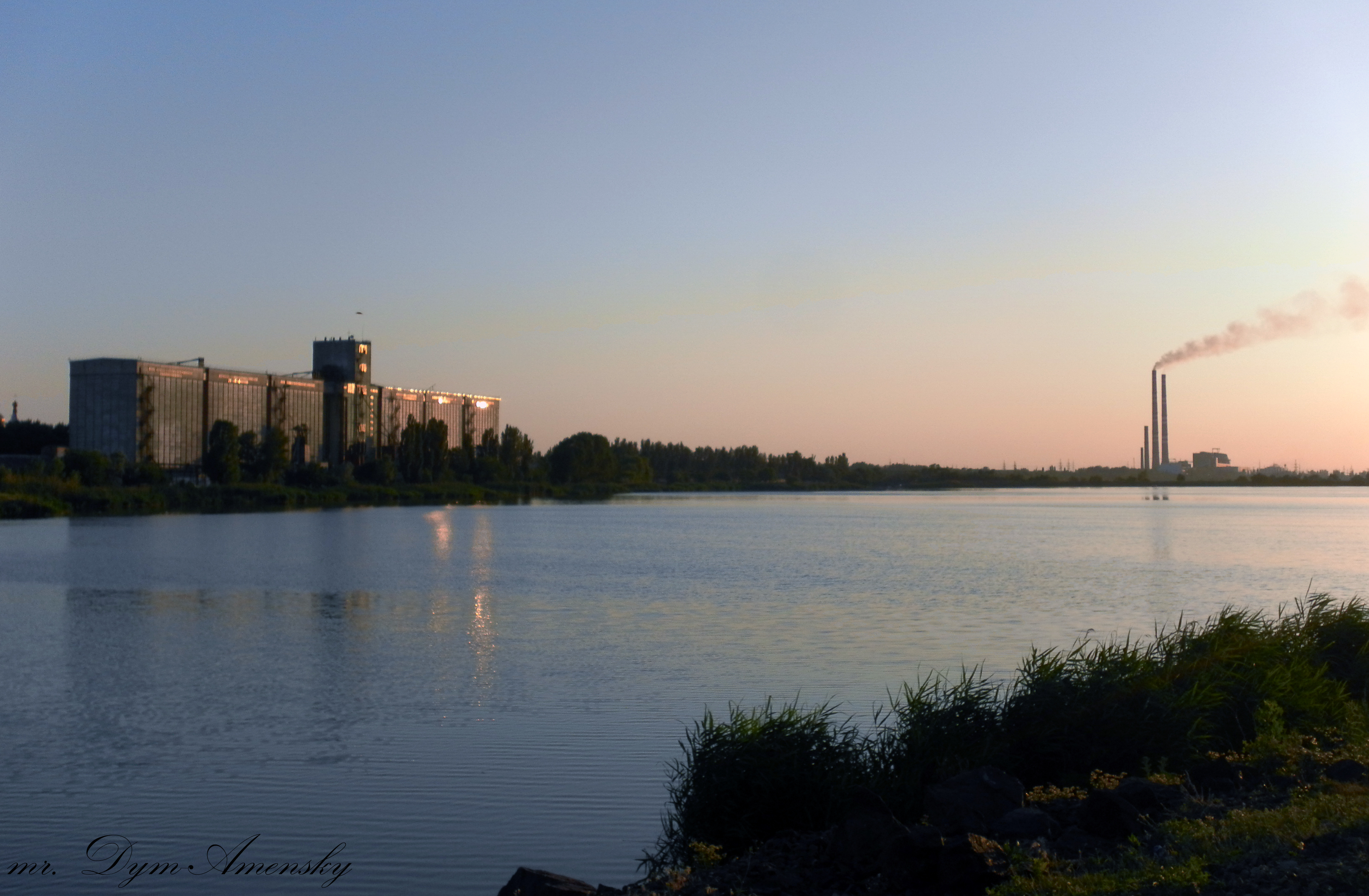
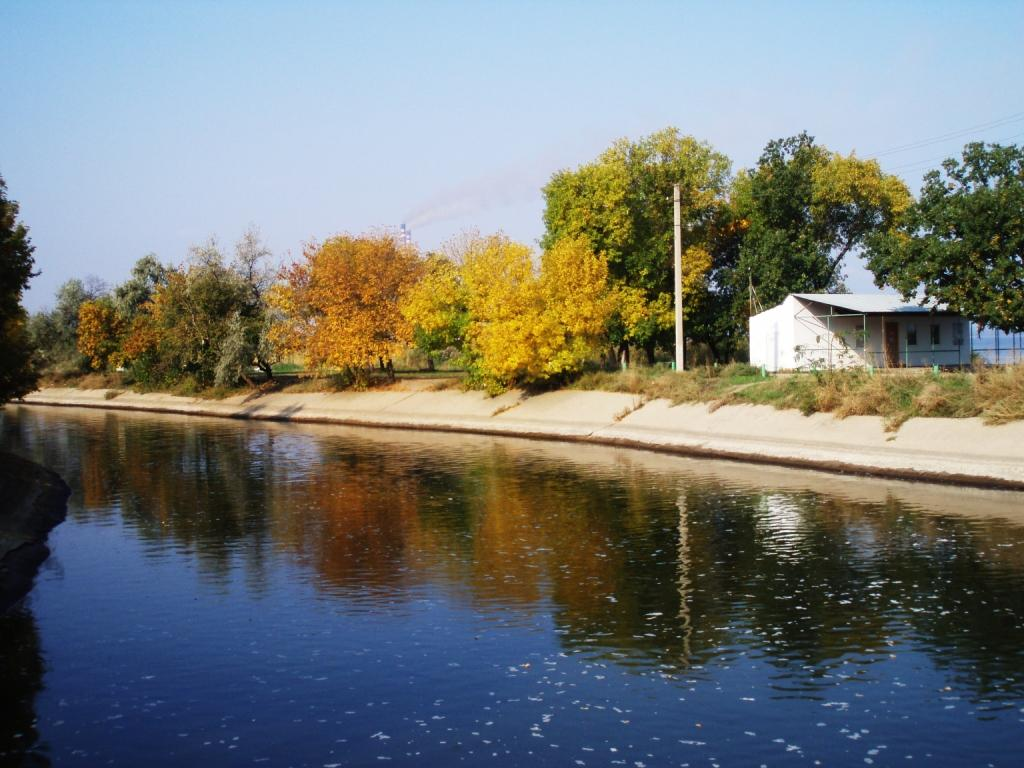
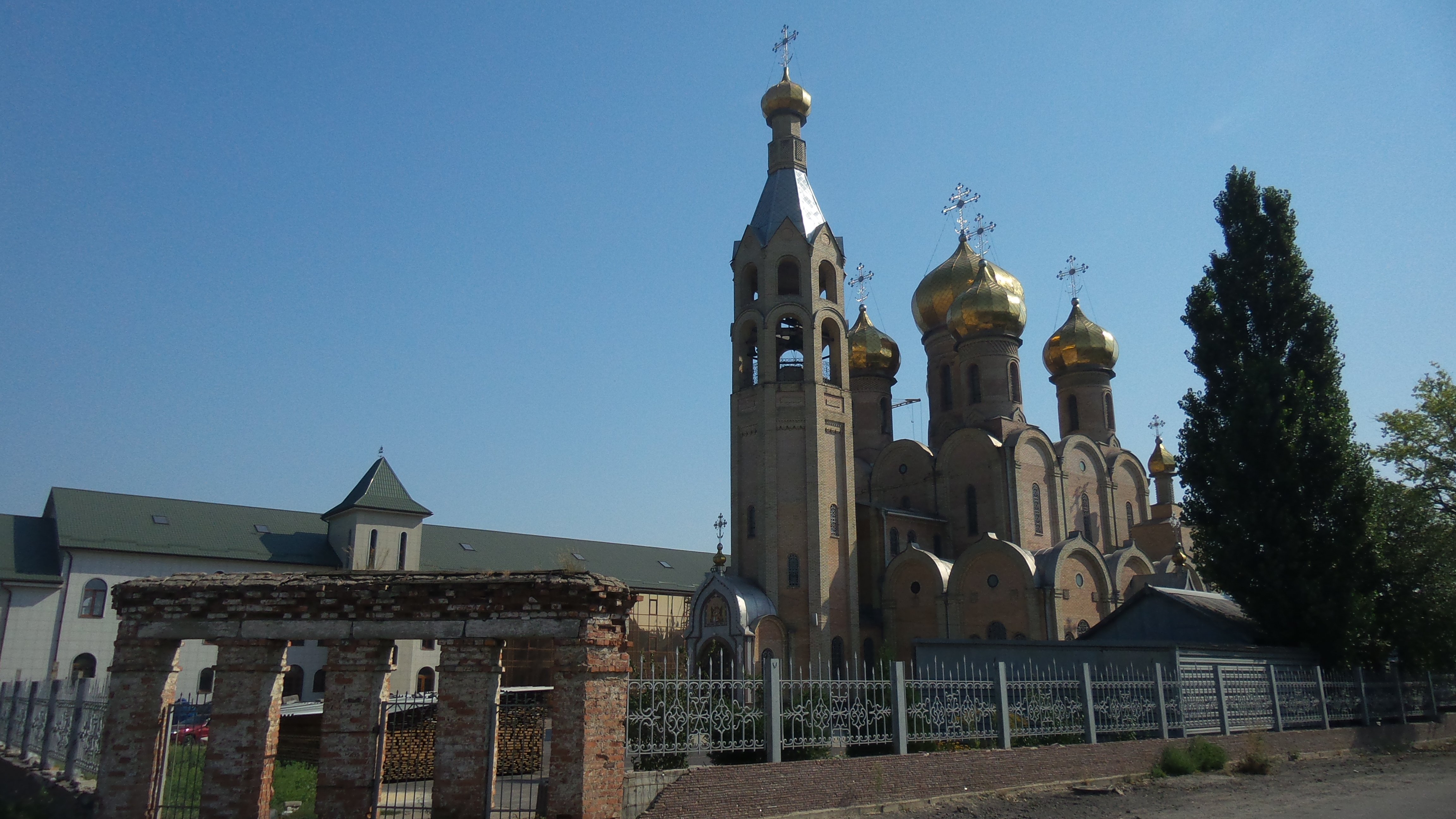
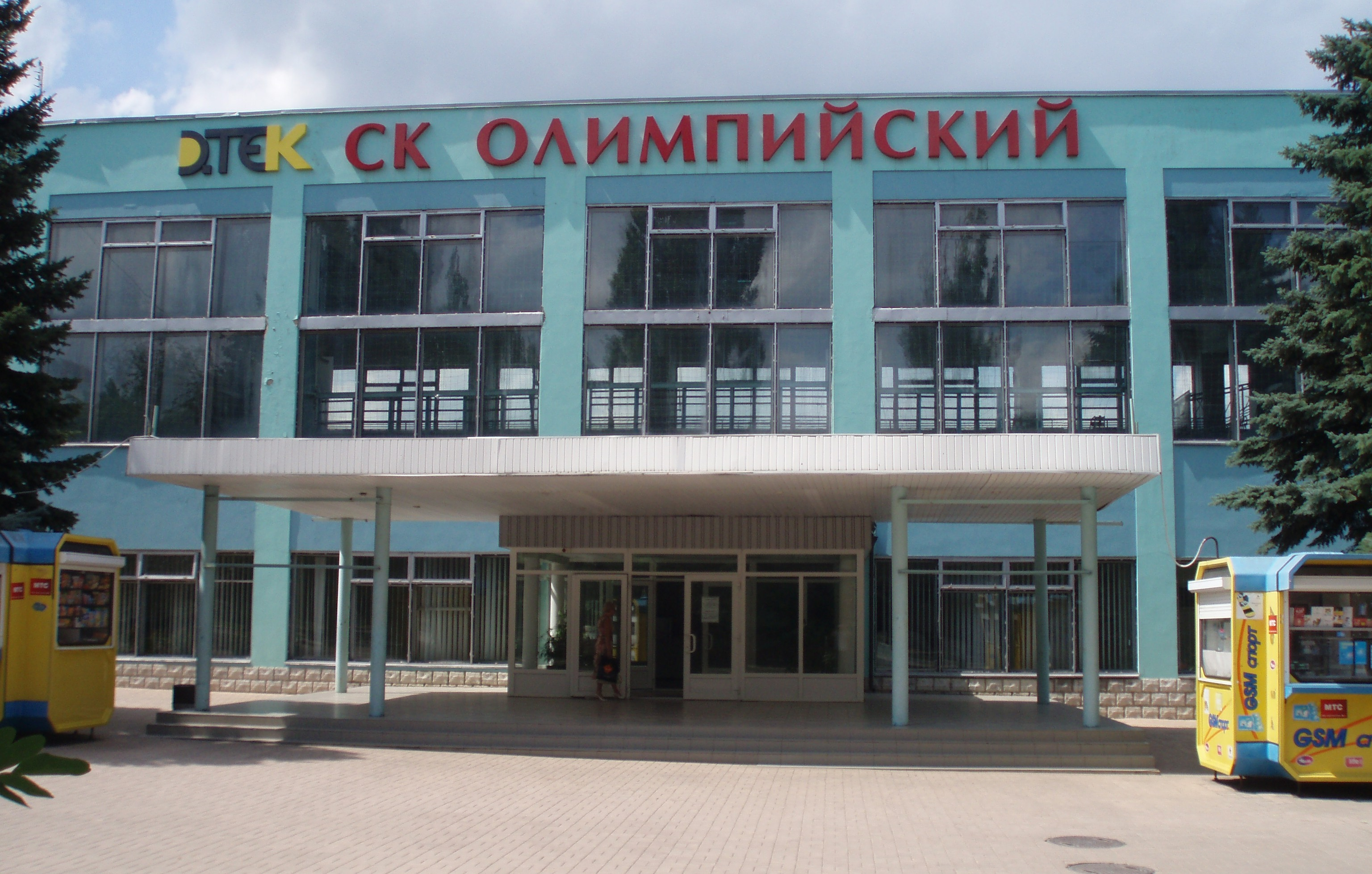
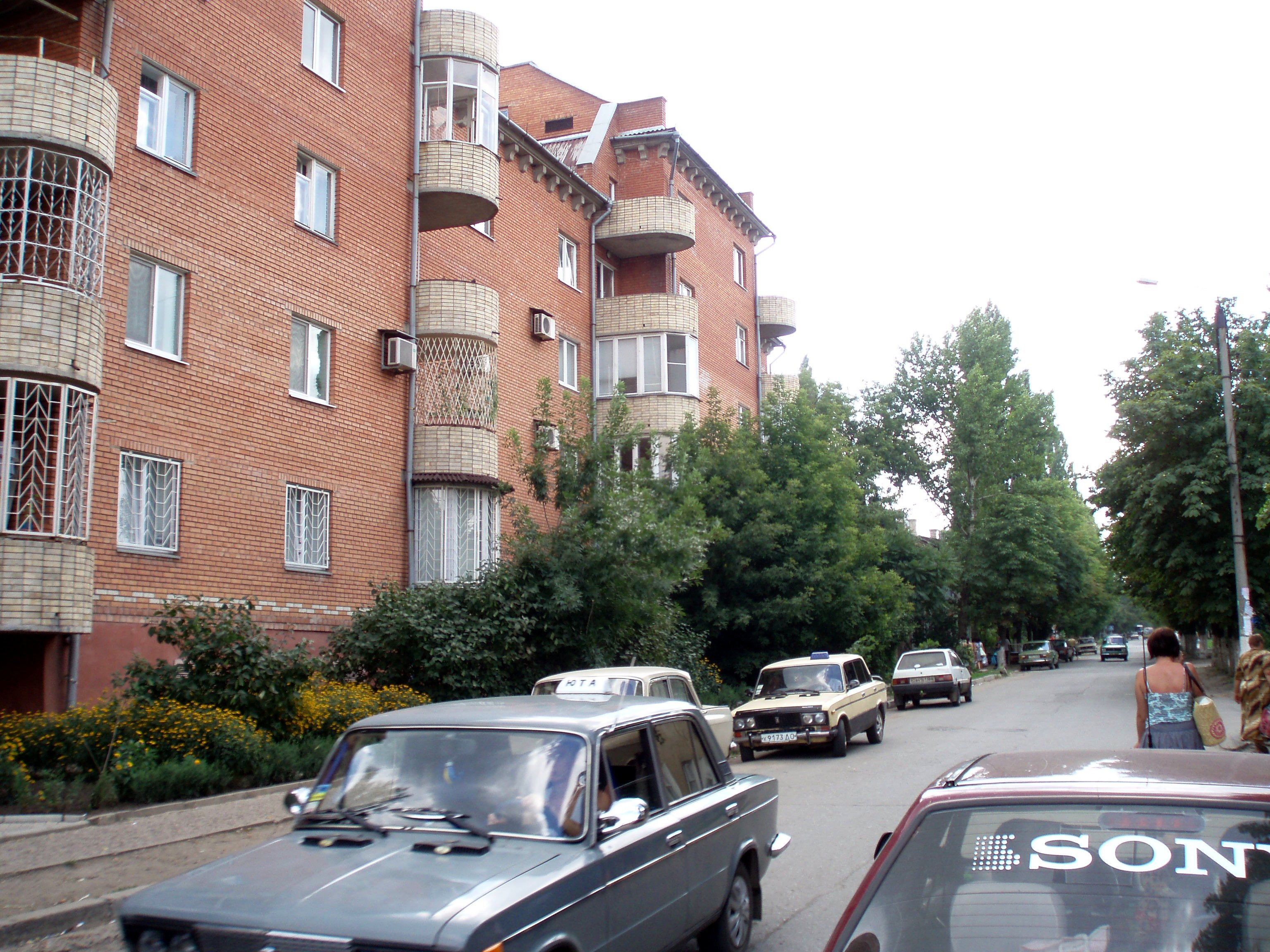
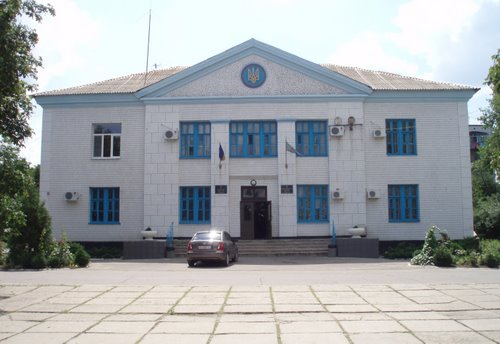

## 來源
1. ↑  . 烏克蘭總統辦公室. 2022-07-04  [2023-06-05]. （原始内容存档于2023-06-05） （乌克兰语）.
2. ↑  .   [2024-11-27]. （原始内容存档于2024-11-11）.
3. ↑  周定国 (编). . . 北京: 中国对外翻译出版公司: 504. 2007-10. ISBN 978-7-500-10753-8. OCLC 885528603. OL 23943703M. NLC 003756704.（简体中文）
4. ↑  . . 2024-05-22.（简体中文）
5. ↑  李夜; 周俊英 (编). . . 北京: 商务印书馆: 434. 1999-08. ISBN 978-7-100-02651-2. OCLC 1054273558. NLC 000018054.（简体中文）
6. ↑  . Вільне радіо. 2024-06-28  [2024-07-24]. （原始内容存档于2024-07-24）.
7. ↑  .   [2025-01-10]. （原始内容存档于2025-04-07）.
8. ↑  . Institute for the Study of War.   [2025-01-01]. （原始内容存档于2025-01-05） （英语）.